# Orthopnée
L’orthopnée (du grec orthos : droit et pnein : respirer), ou dyspnée de décubitus, est une difficulté respiratoire en position couchée, améliorée en position assise ou debout.
Elle est décelée dans les pathologies suivantes :
- l'insuffisance cardiaque gauche, dont elle est caractéristique. Nocturne, elle peut être chiffrée par le nombre d'oreillers nécessaires pour bien dormir. Elle est repérée dans l'œdème aigu pulmonaire qui est le stade terminal de l'insuffisance ventriculaire gauche ;
- chez certains asthmatiques lors d'une crise d'asthme, c'est alors un facteur de gravité ;
- chez des insuffisants respiratoires chroniques obstructifs ;
- au cours des rares paralysies diaphragmatiques bilatérales telles que dans la Sclérose Latérale Amyotrophique

L'orthopnée s'oppose à la platypnée qui désigne les dyspnées survenant en position debout.